# Greg Wise
Matthew Gregory Wise, noto come Greg Wise (Newcastle upon Tyne, 15 maggio 1966), è un attore britannico.
È apparso in molti lavori televisivi britannici, oltre che al cinema in film come Ragione e sentimento di Ang Lee in cui interpretava il ruolo di John Willoughby.

## Biografia
Matthew Gregory Wise, più conosciuto come Greg Wise, nasce a Newcastle upon Tyne nel nord dell'Inghilterra, figlio di Yvonne Jeannine Czeiler. Pensando di voler diventare architetto come il padre, Douglass Wise, s'iscrive alla facoltà di architettura a Edimburgo. Dopo poco tempo decide di trasferirsi a Glasgow per studiare recitazione.
I suoi lavori includono tre sceneggiati della BBC: "The Moonstone" con Keeley Hawes, "Madame Bovary" con Frances O'Connor e nella parte di Lord Charles Maulver nella serie del 2007 in cinque parti "Cranford".

## Vita privata
È sposato dal 2003 con l'attrice Emma Thompson, da cui ha avuto una figlia, Gaia Romilly Wise, ed in seguito hanno adottato un orfano della Ruanda ed ex bambino soldato, Tindyebwa Agaba.

## Filmografia

### Cinema
- I Bet It Will Rain, regia di Richard Laxton - cortometraggio (1992)
- Festa di luglio (Feast of July), regia di Christopher Menaul (1995)
- Ragione e sentimento (Sense and Sensibility), regia di Ang Lee (1995)
- Judas Kiss, regia di Sebastian Gutierrez (1998)
- Mad Cows, regia di Sara Sugarman (1999)
- Africa, regia di Paul Matthews (1999)
- The Discovery of Heaven, regia di Jeroen Krabbé (2001)
- Hills Like White Elephants, regia di Paige Cameron - cortometraggio (2002)
- Johnny English, regia di Peter Howitt (2003)
- Piazza delle Cinque Lune, regia di Renzo Martinelli (2003)
- Every Seven Years, regia di Gary Boulton-Brown - cortometraggio (2004)
- A Cock and Bull Story, regia di Michael Winterbottom (2006)
- The Adventures of Greyfriars Bobby, regia di John Henderson (2005)
- The Disappeared, regia di Johnny Kevorkian (2008)
- Morris: A Life with Bells On, regia di Lucy Akhurst (2009)
- Bleach, regia di Lynsey Miller - cortometraggio (2010)
- 3 Days in Havana, regia di Gil Bellows e Tony Pantages (2013)
- Walking on Sunshine, regia di Max Giwa e Dania Pasquini (2014)
- Blackwood, regia di Adam Wimpenny (2014)
- Effie Gray - Storia di uno scandalo (Effie Gray), regia di Richard Laxton (2014)
- Love of My Life, regia di Joan Carr-Wiggin (2017)
- Beautiful Devils, regia di James Marquand (2017)
- A Private War, regia di Matthew Heineman (2018)
- Carmilla, regia di Emily Harris (2019)
- La sfida delle mogli (Military Wives), regia di Peter Cattaneo (2019)
- After Louise, regia di Danny Scheinmann e David Scheinmann (2019)
- The Echo of Being, regia di Lucas van Woerkum (2020)
- Early Works, regia di Ethan Ross - cortometraggio (2020)

### Televisione
- A Masculine Ending, regia di Antonia Bird – film TV (1992)
- Covington Cross – serie TV, episodi 1x1 (1992)
- The Riff Raff Element – serie TV (1993)
- Codice genetico (Typhon's People), regia di Yvonne Mackay – film TV (1993)
- Taggart – serie TV, episodi 11x1 (1994)
- The Buccaneers – miniserie TV, 5 episodi (1995)
- I racconti della cripta (Tales from the Crypt) – serie TV, episodi 7x1 (1996)
- The Moonstone, regia di Robert Bierman – film TV (1997)
- The Place of the Dead, regia di Suri Krishnamma – film TV (1997)
- Hospital!, regia di John Henderson – film TV (1997)
- House of Frankenstein – miniserie TV, episodi 1x1-1x2 (1997)
- Alice Through the Looking Glass, regia di John Henderson – film TV (1998)
- Wonderful You – miniserie TV, 7 episodi (1999)
- Madame Bovary, regia di Tim Fywell – film TV (2000)
- Ghost Stories for Christmas – miniserie TV (2000)
- Sirens, regia di Nicholas Laughland – film TV (2002)
- Hornblower – miniserie TV (2003)
- According to Bex – serie TV, 8 episodi (2005)
- Elizabeth David: A Life in Recipes, regia di James Kent – film TV (2006)
- Number 13, regia di Pier Wilkie – film TV (2006)
- Trial & Retribution – serie TV, episodi 10x1-10x2 (2006-2007)
- Miss Marple (Agatha Christie's Marple) – serie TV, episodio 3x03 (2007)
- The Commander: The Fraudster, regia di David Caffrey – film TV (2007)
- Place of Execution – miniserie TV, episodi 1x1-1x2-1x3 (2008)
- Cranford – serie TV, 5 episodi (2007-2009)
- Le inchieste dell'ispettore Zen (Zen) – miniserie TV, episodi 1x1 (2011)
- Law & Order: UK – serie TV, episodi 5x3 (2011)
- Una luna di miele tutta sua... (Honeymoon for One), regia di Kevin Connor – film TV (2011)
- Documental, regia di Justin Theroux – film TV (2011)
- Homefront – miniserie TV, 6 episodi (2012)
- Rosamunde Pilcher – serie TV, episodi 1x123 (2014)
- Unknown Heart, regia di Giles Foster – film TV (2014)
- The Outcast – miniserie TV, episodi 1x1-1x2 (2015)
- Galavant – serie TV, episodi 2x6 (2016)
- The Crown – serie TV, 9 episodi (2016-2017)
- Modus – serie TV, 8 episodi (2017)
- Strange Angel – serie TV, 17 episodi (2018-2019)

## Doppiatori italiani
- Luca Ward in Ragione e sentimento
- Massimo De Ambrosis in Piazza delle Cinque Lune
- Andrea Lavagnino in Effie Gray - Storia di uno scandalo
- Donato Sbodio in The Crown